# Японский сад (Хасселт)
Японский сад (нидерл. Japanse tuin) в Хасселте (Бельгия) – сад в традиционном японском стиле, один из самых больших японских садов в Европе (площадь составляет 2,5 гектара).

## История
Японский сад является плодом дружеских отношений между Хасселтом и его японским городом-побратимом Итами. С момента установления дружеских отношений между Хасселтом и Итами в 1985 году оба города начали предпринимать шаги к развитию культурных связей. В рамках этого культурного обмена Хасселт подарил Итами фламандский карильон, а в ответ на это Итами выдвинул идею создания в Хасселте традиционного японского сада. Работы по созданию сада финансировались городскими властями Итами, а также японскими спонсорами и Европейским фондом регионального развития. Торжественное открытие сада состоялось 20 ноября 1992 года.

## Описание
Японский сад в Хасселте соответствует принципам устройства садов, описанным в японском трактате Сакутэйки и относится к категории прогулочных садов. В саду есть ручей, водопад и пруд, в котором содержатся карпы. На территории сада простроено два павильона в японском стиле, церемониальный павильон «корокан» и павильон для проведения чайной церемонии тясицу. 